# Ksenia Milicevic
Ksenia Milicevic (Drinić, 1942. szeptember 15. –) francia festő, építész és várostervező. Székhelye Párizsban egy Bateau-Lavoir, a Montmartre-i stúdióban és Délnyugat-Franciaországban, Saint-Frajou-ban található.

## Élete
Ksenia Milicevic 1942-ben Bosznia-Hercegovinában született. A háború után a szülei a diplomáciában helyezkedtek el, Szófiában és Prágában élt velük. Az édesapja, aki író és szintén festő, olajfestményei tehetségével ajándékozta meg, így tizenöt éves korában elkészítette első olajfestményét.
Belgrádba visszatérve először a V° Felsőfokú Középiskolában végezte tanulmányait, majd egy évet a Mérnöki Egyetemen töltött; 1962-ben Algírba költözött, ahol építészetet tanult az Építészeti Egyetemen és várostervezést a Várostervezési Intézetben. Mindkettőn 1968-ban szerzett képzettséget. Ksenia Milicevic a szabadidejében a Képzőművészeti Egyetem festőszakköréhez csatlakozott, amely ugyanabban az épületben kapott helyet. Egy évet dolgozott az ECOTEC-nek a brazil építész, Oscar Niemeyer csapatában.
Észak-Argentínába, S.M. de Tucuman-ba költözött, hogy építészként dolgozzon. Itt csatlakozott a Nemzetközi Egyetem művészeti iskolájához, ahol 1976-ban szerzett végzettséget. Az első kiállítása 1970-ben, Tucumanban lett megrendezve.
1987 óta élt Franciaországban, Spanyolországban, Mexikóban, nem telepedett le Franciaországban. 1989-ben kapott egy műhelyet Bateau-Lavoir, Montmartre-on. A stúdiója Rozsda Endre mellett található.
1976 óta kizárólag a festészetnek szenteli magát. 120 egyéni és csoportos kiállítása volt a világ minden részén.
2011-ben a francia Haute Garonne-i St.Frajou Festészeti Múzeumban Ksenia Milicevic harminc festményéből álló válogatást avattak fel az állandó kiállítás részeként.

## Múzeumok
- Musée des Beaux Arts. Granada, Spanyolország
- Musée d'Art Contemporain. Salamanca, Spanyolország
- Musée d'Art Actuel. Ayllon, Spanyolország
- Musée de Cuenca , Spanyolország
- Musée d'Art Contemporain. Segobre, Spanyolország
- Musée d'Art Contemporain. Malabo, Guinea
- Musée de Deifontes, Spanyolország
- Musée d'Armilla. Granada, Spanyolország
- Musée Municipal. Long, Franciaország
- Institut Polytechnique, Mexikó
- Institut Français d'Amérique Latine, Mexikó
- Musée de Zarsuela del Monte, Spanyolország
- Musée Civico. Spilimbergo , Olaszország
- Fondation Pernod Ricard. Párizs, Franciaország
- Centro Artistico de Granada, Spanyolország
- Centre Culturel de l'Ambassade du Mexique, Brazília
- Musée de Peinture de Saint, Frajou, Franciaország

## Ksenia Milicevic könyvei
- Art-Confusion.com. Edilivre, Párizs, 2013
- Résilience en art et art-thérapie pour la résilience. Edilivre, Parizs, 2020

## Galéria

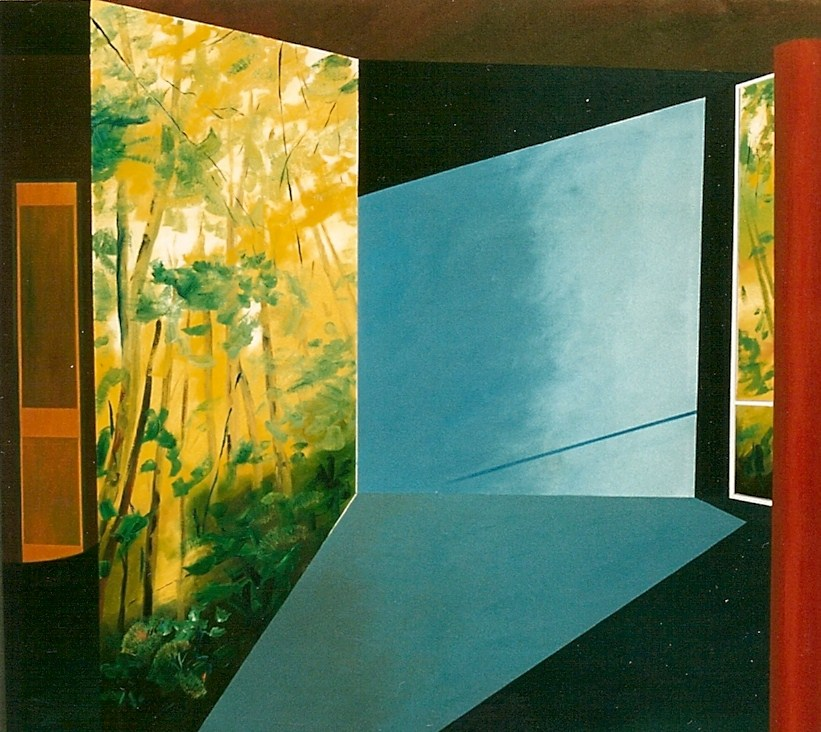
Azur attendri d'octobre pâle et pur, 1998
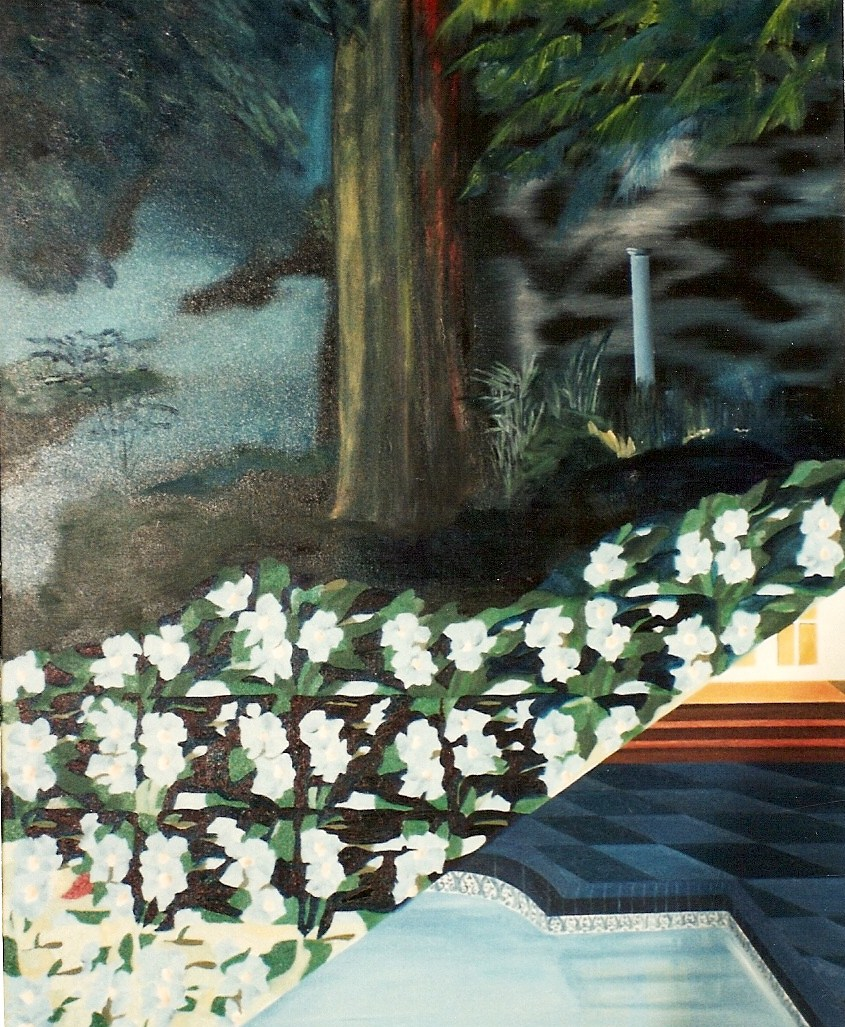
Celui qui vient après, 1996
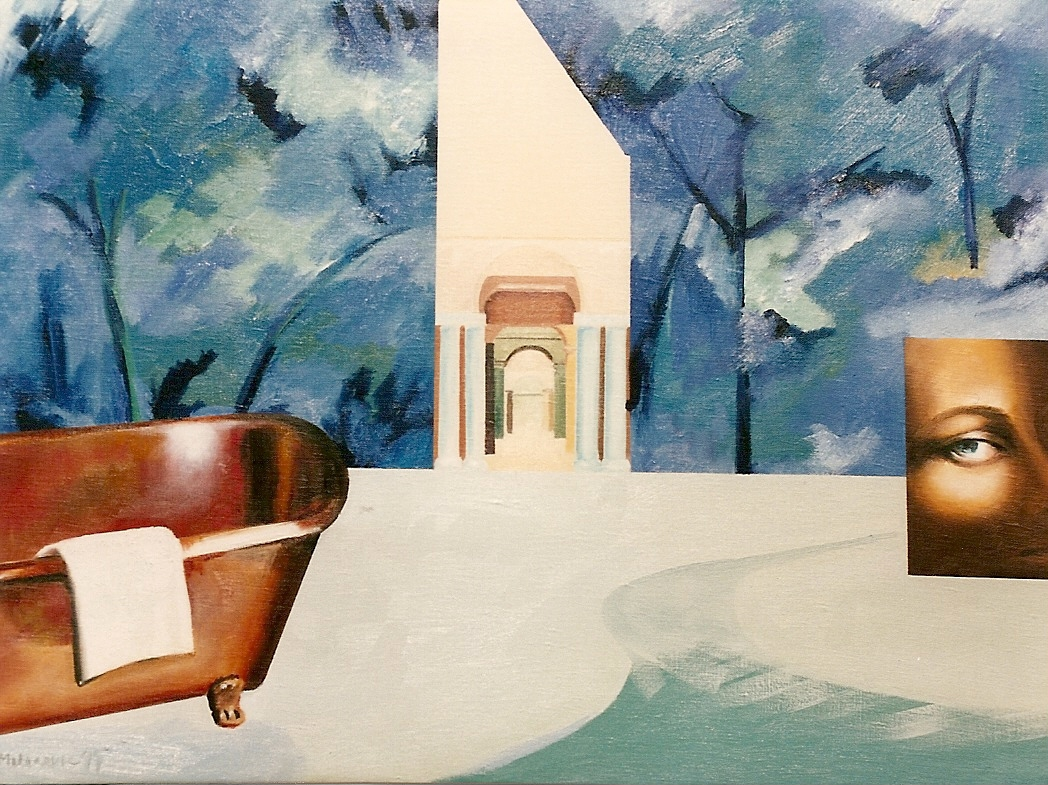
Le voyage d'hiver, 1996
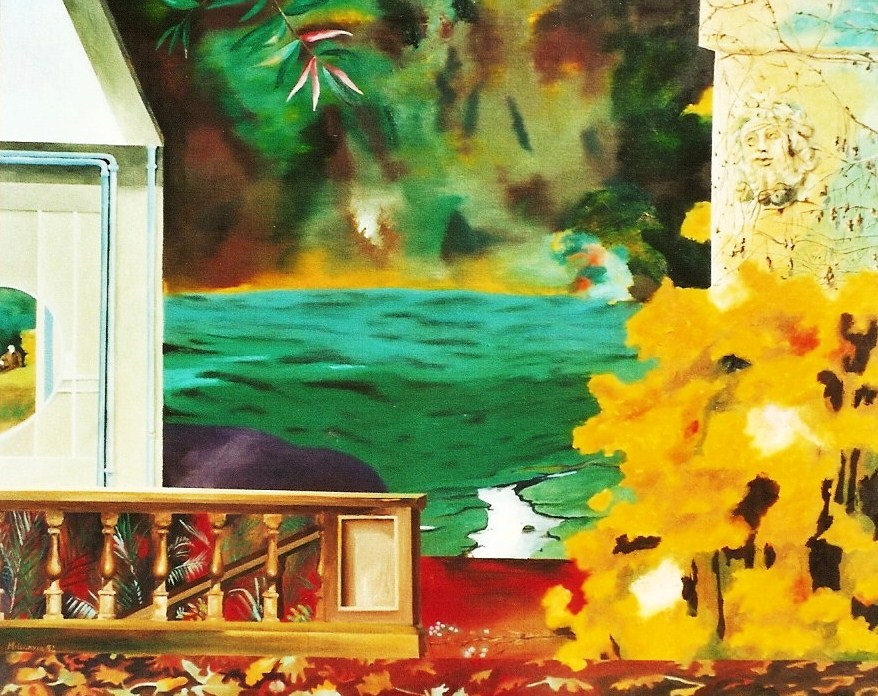
Silence de midi 1993